# 夜のドラマハウス
夜のドラマハウス（よるのドラマハウス）は、1976年から1983年までニッポン放送ほかで放送されていた、ラジオドラマの番組である。
月曜日から金曜日まで約10分間の放送。ネッスル日本（現・ネスレ日本）の一社提供で放送されていた。

## 概要
（出典：）

1976年10月4日放送開始。この番組が始まった1970年代においては、それまで多くの本数が放送されていたラジオドラマも減少傾向にあった。そのような中、本番組のチーフプロデューサーを務めた上野修（ドン上野）がこの番組を企画、1960年代までのラジオドラマの定義を破って、歌謡曲、ニューミュージックなどの音楽と一緒にしても違和感のないドラマということを趣旨とした番組作りを進めたとされている。
ヒントになったのはアメリカの『ショック・ザ・ナイフ』という短編ドラマだった。
この番組の主なコンセプトとして、
- 通常、出演者は男女の二人だけ。
- 歌謡曲、ポップス、ニューミュージックなどの曲をテーマに、出演者がリスナーに話しかけるような話の流れを含めた一日一話の読み切り形式の作品を放送。
- リスナー対象年齢は主に中学生、高校生から20歳代。

ということがあったということである。
毎回週ごとに、その曲のタイトルと内容に沿って脚本家が日替りでそれぞれ独創的なストーリーを手掛け、その中にはラブバラードの曲からSF作品が作られたり、アイドルソングからサスペンス作品が作られたりしたこともあり、意外なオチが付くパターンもあった。上野いわく「めちゃめちゃなドラマ作りを目指した」とのことであり、ある日ドラマになっていないという旨のある著名な作家のコメントを耳にした時、上野はむしろ「してやったり」と思ったという。
脚本家は主に当時20歳代の若手を起用しており、脚本家、放送作家の登竜門とも言われていた。その一方でドラマコンクールを年に2～3回実施し、新たな作家、作品を送り出していた。このコンクールには一回につき、約800から1200本もの作品が集まっていたという。さらにはアマチュア声優コンテスト、人気声優投票を年1回のペースで行い、それぞれの結果はこの番組中で放送していた。
出演者は、当時の第二次声優ブームの中で人気だった声優を多く起用し、本番組はその第二次声優ブームの一翼を担っていた。この他にも、その週のテーマの曲を歌う歌手がそのままドラマ本編に出演していたこともあった。
また、曲をテーマにした作品だけでなく、既成の漫画作品を原作として製作されたドラマもあった。
ニッポン放送においては『大入りダイヤルまだ宵の口』、『くるくるダイヤル ザ・ゴリラ』の内包番組として放送されていたが、同局の平日夜ワイド番組が『ヤングパラダイス』に変わる時に内包番組の本数が見直されることになり、その一環として本番組も終了した。
放送終了の数カ月後、ニッポン放送内にオープンリールテープで保管されていた作品は、全て廃棄された。

### 同窓会
2014年7月31日、ニッポン放送開局60周年番組として『オールナイトニッポンGOLD 夜のドラマハウス大同窓会スペシャル』と題した特別番組が放送。当時の番組を再放送したり、この番組に縁の深い声優の古川登志夫、田中秀幸、麻上洋子こと一龍斎春水、潘恵子、郷田ほづみが一堂に会し、本放送当時の「アニメ（声優）ブーム）」にまつわる思い出話などを語り合った。
特番の最後には若手声優に今では貴重なラジオドラマを経験してもらおうという趣旨のもと、潘めぐみ（潘恵子の娘）と古川が出演した『夜のドラマハウス2014』を放送。『夜のドラマハウス』及びラジオドラマの復活を祈念する古川のメッセージで締められた。なお、『〜2014』のテーマとなった曲は『レット・イット・ゴー〜ありのままに〜』だった。

## 放送された主な作品
（出典：）

### 曲テーマの作品
- あばずれ女のバラード（ロッド・スチュワート） - 作：清田英夫、田中のぶ 他
- 地獄・心だけ愛して（山崎ハコ） - 作：清水専吉 他
- 道標ない旅（永井龍雲） - 作：花輪こうじ、藤井青銅 他
- 合鍵（五輪真弓） - 作：花輪こうじ、向井勉 他
- 涙の別れ道（ディオンヌ・ワーウィック） - 作：藤井青銅、花輪こうじ 他
- ひとりぽっちで踊らせて（研ナオコ） - 作：飛野温美、向井勉、津川泉 他
- あなたの下宿（五十嵐麻利江） - 作：田中のぶ、入中秀、笠原正弘 他
- YMCA（ヴィレッジ・ピープル） - 作：田中のぶ、佐々木清隆 他
- 夢去りし街角 （アリス） - 作：清田英夫、花輪こうじ 他
- 私のハートはストップモーション（桑江知子） - 作：入中秀 他
- ビューティフル・ネーム（ゴダイゴ） - 作：佐々木清隆、笠原正弘 他
- 悲しき雨音（カスケーズ） - 作：藤井青銅 他
- イエスタデイ（ビートルズ） - 作：佐々木清隆、花輪こうじ 他
- 朝日のあたる家（アニマルズ） - 作：清田英夫 他
- 一人暮らし（石黒ケイ） - 作：西ゆうじ 他
- 椿姫（あべ静江） - 作：津川泉 他
- シーサイド・ハネムーン（スラップスティック）
- 裸足でヤング・ラブ（能瀬慶子） - 作：田中のぶ 他
- 愛しのキャリアガール（円広志） - 作：田中のぶ 他
- 生まれ来る子供たちのために（オフコース） - 作：田中のぶ 他
- 故郷（童謡） - 作：花輪こうじ 他
- ガラスの世代（太田裕美） - 作：津川泉 他
- 虹とスニーカーの頃（チューリップ）
- 悲しき願い（サンタ・エスメラルダ）
- 浮気な、パレット・キャット（HOUND DOG）
- タブー（禁じられた愛）（郷ひろみ） - 作：藤井青銅、清田英夫、向井勉、田中のぶ、清水専吉
- 林檎殺人事件（郷ひろみ） - 作：藤井青銅、田中のぶ、向井勉、吉沢景介
- 悲しきメモリー（郷ひろみ） - 作：田中のぶ、津川泉、入中秀 他
- よろしく哀愁（郷ひろみ） - 作：藤井青銅、清水専吉、清田英夫、田中のぶ、向井勉
- お嫁サンバ（郷ひろみ） - 作：向井勉、藤井青銅、滝沢ふじお、田中のぶ、関根清貴
- P-GENERATION（郷ひろみ） - 作：清田英夫、田中のぶ、関根清貴、藤井青銅
- How many いい顔（郷ひろみ） - 作：向井勉、渡辺麻実、田中のぶ、滝沢ふじお、清田英夫
- 恋はタイム・マシーン（アパッチ）
- その気にさせないで（キャンディーズ）- 作：沢口義章、津川いずみ、田中のぶ、日野晴海、川村たすき
- ロックンロールラブレター（キャンディーズ）- 作：田中のぶ、花輪こうじ、沢口義章、照沼真利絵、奥山照信
- やさしい悪魔（キャンディーズ）- 作：田中のぶ、沢口義章、宮崎まゆみ、花輪こうじ、滝沢ふじお
- あなたに夢中（キャンディーズ）- 作：田中のぶ、沢口義章、照沼真利絵、宮崎まゆみ、滝沢ふじお
- 脱・プラトニック（桑田靖子） - 作：藤井青銅、田中のぶ 他（最終回）

### 原作付きの作品
- 超人ロックコズミックゲーム、サイバージェノサイド（古谷徹、家弓家正、小林清志 他）
- ガラスの仮面（信沢三恵子、小山茉美、戸田恵子 他）
- 王家の紋章（潘恵子、神谷明、池田秀一 他）

## 主な出演者
（出典：）

### 声優
- 森功至 『あばずれ女のバラード』『YMCA』『ビューティフル・ネーム』など
- 小原乃梨子 『あばずれ女のバラード』『YMCA』『ビューティフル・ネーム』『タブー』など
- 富山敬 『地獄・心だけ愛して』『夢去りし街角』『愛しのキャリアガール』『虹とスニーカーの頃』など
- 麻上洋子 『地獄・心だけ愛して』『夢去りし街角』『愛しのキャリアガール』『虹とスニーカーの頃』『悲しき願い』『よろしく哀愁』など
- 野島昭生 『道標ない旅』『合鍵』『シーサイド・ハネムーン』『やさしい悪魔』など
- 信沢三恵子 『道標ない旅』『合鍵』『ガラスの仮面』など
- 野沢那智 『涙の別れ道』『椿姫』など
- 高坂真琴 『涙の別れ道』など
- 玄田哲章 『ひとりぽっちで踊らせて』『私のハートはストップモーション』など
- 井上真樹夫 『悲しき雨音』『イエスタデイ』『朝日のあたる家』など
- 池田昌子 『ひとりぽっちで踊らせて』『悲しき雨音』『イエスタデイ』『朝日のあたる家』『悲しきメモリー』など
- 水島裕 『あなたの下宿』『ガラスの世代』など
- 古谷徹 『一人暮らし』『シーサイド・ハネムーン』『ロックンロールラブレター』など
- 曽我部和恭 『シーサイド・ハネムーン』など
- 古川登志夫 『シーサイド・ハネムーン』『生まれ来る子供たちのために』『故郷』など
- 三ツ矢雄二 『シーサイド・ハネムーン』など
- 安原義人 『裸足でヤング・ラブ』など
- 野沢雅子 『生まれ来る子供たちのために』『故郷』など
- 仲村秀生 『悲しき願い』など
- 塩沢兼人 『浮気な、パレット・キャット』など
- 小山茉美 『お嫁サンバ』『ガラスの仮面』など
- 潘恵子 『How many いい顔』など
- 神谷明 『恋はタイム・マシーン』『その気にさせないで』など
- 水沢有美 『恋はタイム・マシーン』など
- 石丸博也 『あなたに夢中』など

### 俳優・歌手・タレント
- 五十嵐麻利江 『あなたの下宿』
- 石黒ケイ 『一人暮らし』
- あべ静江 『椿姫』
- 水沢有美 『シーサイド・ハネムーン』
- 能瀬慶子 『裸足でヤング・ラブ』
- 太田裕美 『ガラスの世代』
- 田島令子 『林檎殺人事件』
- 戸田恵子 『P-GENERATION』『ガラスの仮面』
- 郷ひろみ（『郷ひろみ特集』と称して放送された、一連の本人の曲をテーマにした作品に出演）
- アパッチ 『恋はタイム・マシーン』

## ドラマ以外の企画
人気声優投票
1977年から、毎年10月から11月頃に実施。一回につき約3万通のはがきが届いたという。
全国ドラマコンテスト
1978年10月に実施。録音テープなどによる約600人の応募の中から決選大会が行われた。
アマチュア声優コンテスト
1979年10月から年1回、数回実施。第1回開催時には約22,000本の録音テープが届き、九段会館ホールで決選大会が行われた。出身者には、佐々木るん、速水奨がいる。
ドラマコンクール
年2回から3回のペースで定期的に行われた。一回につき約800から1200本の作品が届き、その中から10本（2週分）が採用された。賞金は1本につき1万円が贈呈されていた。

## スタッフ
- チーフプロデューサー：上野修（ドン上野）
- ディレクター：石原信和 他
- アナウンサー：堂尾弘子 他

## 放送されていた局
1980年当時、いずれも月曜日から金曜日までの放送。
- ニッポン放送 - 22:50〜23:00
- 北海道放送 - 23:20〜23:30
- 東北放送 - 22:40〜22:50
- 中部日本放送 - 22:15〜22:25 ※『小堀勝啓のわ!Wide』開始後内包化
- 毎日放送 - 21:50〜22:00
- 山陽放送 - 22:40〜22:50
- 中国放送 - 22:10〜22:20
- 九州朝日放送 - 23:20〜23:30

備考
時折、オールナイトニッポン内で長編ラジオドラマを放送する際に当番組のラストでその放送予定を告知することがあったが、北海道放送、毎日放送、山陽放送のエリアでは他局（STVラジオ、ラジオ大阪、西日本放送）での放送になるためカットされていた（山陽放送は当番組終了から14年後NRN加盟に合わせオールナイトニッポンのネットを開始）。

## らじどらッ!〜夜のドラマハウス〜
2015年のナイターオフに「今夜もオトパラ!」20時台の枠内で「らじどらッ!〜夜のドラマハウス〜」として32年ぶりにレギュラー放送が復活。内容は10代・20代の女性を聴取者層にとらえ、男性の声優と女性の声優がそれぞれ1人、声の出演として、10分間にわたって、ドラマを展開していく。ニッポン放送側では「時には話題の俳優を起用したい」と語っている。全国10局ネットで放送されることになっている。
「毎週違うキャスト」「毎日違うストーリー」が軸となっており、毎週違うキャストが週替わりのテーマにそった日替わりライターによるストーリーを展開する。Audibleの一社提供番組であり、配信作品のひとつになっている。配信開始は放送翌日。

また、ニッポン放送で未放送の場合、ネット局でも放送を見合わせるが、配信は通常通り行われる。

### キャスト・テーマ・ライター
|          | 日程                      | テーマ                       | キャスト                                  | ライター                                                                    | 備考                                                                                             |
| -------- | ------------------------- | ---------------------------- | ----------------------------------------- | --------------------------------------------------------------------------- | ------------------------------------------------------------------------------------------------ |
| 第01週目 | 09月28日 - 10月02日       | はじめの一歩                 | 西山宏太朗 原紗友里                       | 28日 稲葉千栄子 29日 藤井青銅 30日 中村龍 01日 藤井香織 02日 亀山賢一       | 29日、2日は未放送                                                                                |
| 第02週目 | 10月05日 - 10月09日       | ナイショの誘惑               | 川島得愛 赤﨑千夏                         | 05日 森田歩 06日 佐藤満春 07日 滝本祥生 08日 藤井香織 09日 稲葉千栄子       | ラジオ福島の9日は未放送                                                                          |
| 第03週目 | 10月12日 - 10月16日       | ファーストキス               | ランズベリー・アーサー 高橋李依           | 12日 滝本祥生 13日 亀山賢一 14日 藤井香織 15日 稲葉千栄子 16日 庄司夕助     | 14日〜16日は未放送                                                                               |
| 第04週目 | 10月19日 - 10月23日       | 学園祭                       | 武内駿輔 春野ななみ                       | 19日 庄司夕助 20日 中村龍 21日 亀山賢一 22日 藤井香織 23日 滝本祥生         | スペシャルウィーク企画 「オリコン歴代ベスト100 カウントダウン!」 のためすべての回が休止。        |
| 第05週目 | 10月26日 - 10月30日       | ハロウィン                   | 西山宏太朗 大久保瑠美                     | 26日 稲葉千栄子 27日 滝本祥生 28日 佐藤満春 29日 亀山賢一 30日 細井ねこすけ | 27日〜29日は未放送                                                                               |
| 第06週目 | 11月02日 - 11月06日       | 現地集合                     | 長谷徳人 竹内恵美子                       | 02日 中村龍 03日 佐藤満春 04日 稲葉千栄子 05日 亀山賢一 06日 藤井香織       |                                                                                                  |
| 第07週目 | 11月09日 - 11月13日       | 肉食系                       | 江口拓也 朝日奈丸佳                       | 09日 旗生隆馬 10日 稲葉千栄子 11日 滝本祥生 12日 森田歩 13日 藤井香織       | 12日は未放送                                                                                     |
| 第08週目 | 11月16日 - 11月20日       | 秋                           | 伊東健人 田中あいみ                       | 16日 亀山賢一 17日 庄司夕助 18日 藤井香織 19日 中村龍 20日 旗生隆馬         | 19日は未放送                                                                                     |
| 第09週目 | 11月23日 - 11月27日       | タクシー                     | 三宅貴大 土師亜文                         | 23日 稲葉千栄子 24日 藤井香織 25日 亀山賢一 26日 滝本祥生 27日 庄司夕助     |                                                                                                  |
| 第10週目 | 11月30日 - 12月04日       | 憧れの人                     | 古川登志夫 羽多野渉 阿澄佳奈              | 30日 渡辺麻実 1日 亀山賢一 2日 藤井香織 3日 滝本祥生 4日 藤井青銅           | 2日は未放送                                                                                      |
| 第11週目 | 12月07日 - 12月11日       | 遊園地                       | 郷田ほづみ 比留間俊哉 佐野愛              | 7日 旗生隆馬 8日 渡辺麻実 9日 亀山賢一 10日 水月秋 11日 さらだたまこ        | 7日は未放送                                                                                      |
| 第12週目 | 12月14日 - 12月18日       | オリオン                     | 小田柿悠太 牧口真幸                       | 14日 亀山賢一 15日 水月秋 16日 佐藤満春 17日 藤井香織 18日 庄司夕助         | スペシャルウィーク企画 「カラオケソングベスト100 カウントダウン!」 のためすべての回が休止        |
| 第13週目 | 12月21日 - 12月25日       | クリスマス                   | 川野剛稔 古賀葵                           | 21日 森田歩 22日 細井ねこすけ 23日 稲葉千栄子 24日 滝本祥生 25日 藤井香織   | 24日は未放送                                                                                     |
| 第14週目 | 12月28日 - 2016年01月01日 |                              | 坂口憲二                                  |                                                                             | 一部のネット局の30日は未放送                                                                     |
| 第15週目 | 01月04日 - 01月08日       |                              | 日髙のり子                                |                                                                             |                                                                                                  |
| 第16週目 | 01月11日 - 01月15日       | 雪                           | 潘恵子 三輪建太 酒井蘭                    | 11日 渡辺麻実 12日 亀山賢一 13日 藤井香織 14日 庄司夕助 15日 さらだたまこ   |                                                                                                  |
| 第17週目 | 01月18日 - 01月22日       | ショッピング                 | 德石勝大 矢野亜沙美                       | 18日 藤井香織 19日 亀山賢一 20日 佐藤満春 21日 中村龍 22日 水月秋           |                                                                                                  |
| 第18週目 | 01月25日 - 01月29日       | オレ嫁。〜オレの嫁になれよ〜 | 花江夏樹 小清水亜美                       | 25日 森田歩 26日 中村龍 27日 庄司夕助 28日 藤井香織 29日 水月秋             |                                                                                                  |
| 第19週目 | 02月01日 - 02月05日       | 冬                           | 駒田航 加藤英美里                         | 1日 亀山賢一 2日 藤井香織 3日 滝本祥生 4日 水月秋 5日 稲葉千栄子            |                                                                                                  |
| 第20週目 | 02月08日 - 02月12日       | チョコレート                 | 中島ヨシキ 伊藤優衣                       | 8日 佐藤満春 9日 滝本祥生 10日 大塚ウテナ 11日 藤井香織 12日 細井ねこすけ   |                                                                                                  |
| 第21週目 | 02月15日 - 02月19日       | 郵便ポスト                   | 陣谷遥 森千晃                             | 15日 稲葉千栄子 16日 藤井香織 17日 佐藤満春 18日 滝本祥生 19日 水月秋       | スペシャルウィーク企画 「2人で歌うカラオケソングベスト100カウントダウン」 のためすべての回が休止 |
| 第22週目 | 02月22日 - 02月26日       | 恥ずかしくってキュンなコト   | 江口拓也 山下七海                         | 小出真朱                                                                    |                                                                                                  |
| 第23週目 | 02月29日 - 03月04日       | 4月の君、スピカ。            | 梅原裕一郎 寺島拓篤 田中あいみ            | 小出真朱                                                                    |                                                                                                  |
| 第24週目 | 03月07日 - 03月11日       | 春                           | 岡部涼音 水野理紗 一龍斎春水              | 7日 藤井青銅 8日 稲葉千栄子 9日 中村龍 10日 水月秋 11日 藤井香織            |                                                                                                  |
| 第25週目 | 03月14日 - 03月18日       | レンタルおやじ               | 高橋克典                                  |                                                                             |                                                                                                  |
| 最終週   | 03月21日 - 03月25日       | アルバム                     | 速水けんたろう 土師亜文 金光宣明 小林希唯 | 21日 藤井香織 22日 水月秋 23日 滝本祥生 24日 中村龍 25日 亀山賢一           | ラジオ放送は23日をもって終了                                                                     |

### 放送される局
全放送局、『今夜もオトパラ!』に内包されて20:15 - 20:25に放送される。ニッポン放送で休止となった場合、ネット局への裏送りは行われず全局が休止となる。
- ニッポン放送
- 山形放送
- ラジオ福島
- 栃木放送
- 茨城放送
- 北日本放送
- 福井放送
- 和歌山放送
- 四国放送
- 西日本放送
- 熊本放送

全曜日放送されるのは、ニッポン放送と北日本放送のみ。茨城放送は木曜・金曜のみ放送、他の局は火曜 - 金曜を放送する。

## 単行本 (出典)
放送された作品の中から選りすぐられた脚本と、脚本家、声優のコメントなどが掲載されていた。
- 夜のドラマハウス （1978年、ベップ出版）
- 夜のドラマハウス パートII （1979年、ベップ出版）
- 夜のドラマハウス パートIII （1980年、ブロンズ社）
- 夜のドラマハウス パートIV 郷ひろみ特集 （1981年、サンケイ出版）